# Sunshine (singel OneRepublic)
„Sunshine” – utwór amerykańskiego zespołu OneRepublic, który został wydany 10 listopada 2021. Piosenka znalazła się na ścieżce dźwiękowej do filmu Clifford. Wielki czerwony pies. 31 grudnia zespół wydał minialbum Sunshine. The EP zawierający wersję akustyczną oraz dwa remiksy tego utworu. Utwór „Sunshine” znalazł się na szóstym albumie studyjnym zespołu Artificial Paradise (2024).

## Pozycje na listach i certyfikaty

### Notowania tygodniowe
| Notowanie (2021-2022)                   | Najwyższa pozycja |
| --------------------------------------- | ----------------- |
| Austria (Ö3 Austria Top 40)             | 36                |
| Belgia (Ultratop 50 Singles (Flandria)) | 25                |
| Belgia (Ultratop 50 Singles (Walonia))  | 25                |
| Czechy (Singles Digital – Top 100)      | 31                |
| Czechy (Rádio – Top 100)                | 5                 |
| Holandia (Single Top 100)               | 29                |
| Niemcy (Top Single-Chart)               | 63                |
| Norwegia (VG-lista)                     | 40                |
| Nowa Zelandia (Hot 40 Singles)          | 32                |
| Słowacja (Singles Digital Top 100)      | 84                |
| Szwajcaria (Single – Hitparade)         | 14                |
| Szwecja (Sverigetopplistan)             | 72                |

### Notowania końcoworoczne
| Notowanie (2022)                        | Najwyższa pozycja |
| --------------------------------------- | ----------------- |
| Belgia (Ultratop 50 Singles (Flandria)) | 62                |
| Belgia (Ultratop 50 Singles (Walonia))  | 100               |
| Holandia (Single Top 100)               | 79                |
| Szwajcaria (Single – Hitparade)         | 44                |

### Certyfikaty
| Kraj                          | Certyfikat      |
| ----------------------------- | --------------- |
| Belgia (BEA)                  | złota płyta     |
| Brazylia (Pro-Música Brasil)  | złota płyta     |
| Niemcy (BMVI)                 | złota płyta     |
| Polska (ZPAV)                 | złota płyta     |
| Szwajcaria (IFPI Switzerland) | platynowa płyta |
| Wielka Brytania (BPI)         | srebrna płyta   |
| Włochy (FIMI)                 | złota płyta     |